# Kolcowoszczek popękany

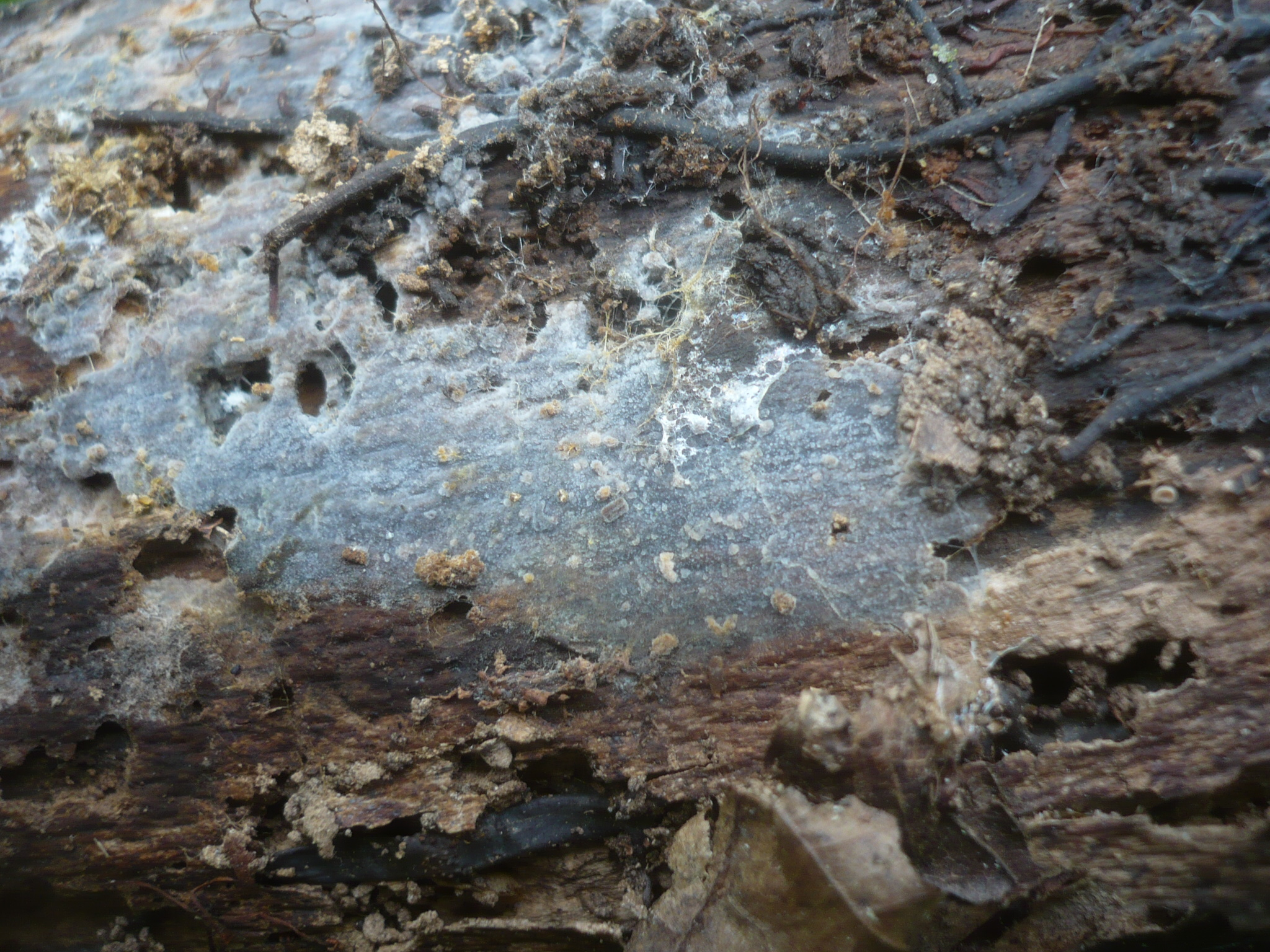

Kolcowoszczek popękany (Scopuloides rimosa (Cooke) Jülich) – gatunek grzybów z rzędu żagwiowców (Polyporales).

## Systematyka i nazewnictwo
Pozycja w klasyfikacji według Index Fungorum: Scopuloides, Meruliaceae, Polyporales, Incertae sedis, Agaricomycetes, Agaricomycotina, Basidiomycota, Fungi.
Gatunek ten opisał w 1881 roku Mordecai Cubitt Cooke, nadając mu nazwę Peniophora rimosa. Obecną, uznaną przez Index Fungorum nazwę nadał mu Walter Jülich w 1982 r.
Synonimy:
- Odontia conspersa Bres. 1897
- Peniophora rimosa Cooke 1881
- Peniophora terrestris Massee 1887
- Phanerochaete rimosa (Cooke) Burds. 1985[2].

Polską nazwę zaproponował Władysław Wojewoda w 2003 r.

## Morfologia
Owocnik
Rozpostarty lub rozpostarto-odgięty, w stanie świeżym zżelatynizowany, po wyschnięciu złuszczający się. Powierzchnia hymenialna szarobiała, aksamitna,. Przy dwudziestokrotnym powiększeniu widoczne są stożkowate lub prawie cylindryczne brodawki w liczbie 20–50 na mm² i długości do 600 µm i postrzępionych wierzchołkach. Brzeg tej samej barwy co hymenium, przerzedzony, bez wyraźnej granicy. Wewnątrz szklisty, woskowy.
Cechy mikroskopowe
System strzępkowy monomityczny. Strzępki o średnicy 2–5,5 µm, gładkie, cienkościenne, bez sprzążek na przegrodach, w warstwie pod skórką posklejane. Lamprocystydy stożkowe do wrzecionowatych, 30–80 × 7–12 µm, bez sprzążek, gładkie, grubościenne (do 3 µm), silnie inkrustowane z wyjątkiem części podstawy. W brodawkach znajdują się cystydy o kształcie od cylindrycznego do stożkowatego, bez sprzążek, 60–150 × 7–15 µm, o średnicy do 2 µm, inkrustowane, wystające 50 µm poza powierzchnię hymenium. Podstawki wąsko maczugowate do prawie cylindrycznych, 11–16 × 3–4,5 µm. bez sprzążek, 4-sterygmowe. Bazydiospory niemal cylindryczne, czasem lekko wklęsłe po stronie odosiowej, 3,5–5 × (1,5–) 2 µm, gładkie, cienkościenne, nieamyloidalne.

## Występowanie i siedlisko
Występuje na wszystkich kontynentach poza Antarktydą, a także na niektórych wyspach. Najwięcej stanowisk podano w Europie. W. Wojewoda w 2003 r. przytoczył 5 stanowisk tego gatunku w Polsce z uwagą, że jego rozprzestrzenienie i stopień zagrożenia nie są znane. Bardziej aktualne stanowiska podaje internetowy atlas grzybów. Znajduje się w nim na liście gatunków zagrożonych i wartych objęcia ochroną.
Nadrzewny grzyb saprotroficzny. Występuje w lasach na martwym drewnie od kwietnia do października. W. Wojewoda wszystkie jego stanowiska podał na sosnach, ale występuje także na drewnie wielu gatunków drzew liściastych.